# 타자기

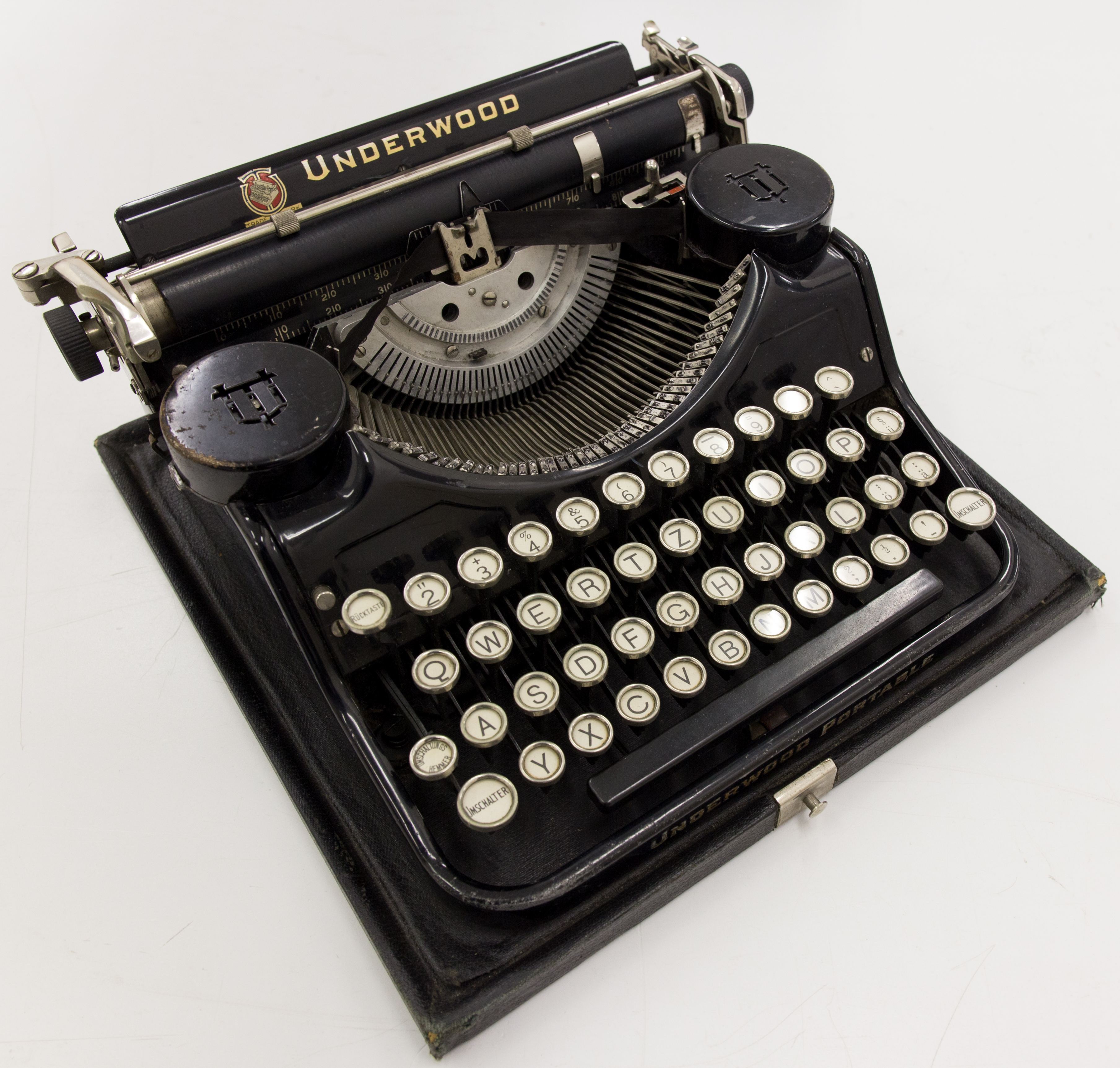
이 언더우드 타자기와 같은 기계식 데스크탑 타자기는 정부 기관, 뉴스룸, 사무실 등에서 오랫동안 표준이었다.

타자기(打字機, 영어: typewriter)는 글자를 찍어 글을 쓰기 위해 사용하는 기계이다. 일반적으로 타자기에는 글자들이 적인 누름쇠가 나열되어 있고, 이를 누르면 글쇠가 잉크 띠를 통해 종이에 글씨를 찍어내도록 되어 있다.
상업적으로 성공한 최초의 타자기는 1874년 크리스토퍼 숄스(Christopher Latham Sholes), 카를로스 글리든(Carlos Glidden) 등이 개발하고 쿼티 자판을 채용한 레밍턴 사(E. Remington and Sons)의 타자기였으나, 그 이전부터 타자기는 여러 사람들에 의해 점진적으로 만들어졌다.
한때 세계 여러 곳에서 사용된 대표적인 사무기기 중 하나였던 타자기는 대부분 워드 프로세서 소프트웨어가 설치된 개인용 컴퓨터로 대체되었다. 그러나 타자기는 전력이 안정적으로 공급되지 않는 지역에서 여전히 사무기기로 사용되고 있으며, 메이커 문화와 스팀펑크와 같은 하위문화적인 요소로도 쓰이고 있다.

## 개요

### 타자를 치는 방식
기계식, 전자기계식 혹은 전자식으로 글쇠를 주로 종이 위에 잉크로 찍어 출력을 한다. 이중 전자식은 수정액이나 테이프를 사용해야 하는 기계식에 비해서, 수정이 편리하고 작업내용을 저장할 수 있는 장점이 있다. 사무용이나 작가에 의해 쓰여지며 손으로 쓴 글씨보다 인지하기가 편리하고 빠르게 글을 쓸 수 있어 이용되었다.  

### 전성기
19세기 후반에서 20세기 중반까지 글쓰는 일을 하는 학자와 작가들이 많이 이용해서 곤충학자 석주명 선생도 영문타자기로 논문을 작성했다. 당시 타자기는 매우 비쌌지만 교육열이 높은 석주명 선생의 어머니가 황소를 팔아 기꺼이 사주었다고 전해진다. 1980년대에는 워드프로세서(여기서 말하는 워드 프로세서는 워드, 아래아한글같은 워드프로세서 소프트웨어가 아니라, 프린터가 내장된 휴대용 워드프로세서를 말한다. 실제로 1980년대는 1983년 국산제품 개발을 시작으로 대우전자 르모, 현대 워드피아 등의 휴대용 워드프로세서가 전동식 타자기를 밀어내고 전성기를 누리던 시대이다.)가
대신하게 되었으며, 현재는 워드프로세서 소프트웨어와 프린터에 의해 거의 대체되어가는 추세이다. 전성기에는 상업고등학교(현재 정보고등학교)나 교육기관에서 교육받은 타자수(Typist)가 있었으며, 문화방송 시사교양프로그램인 시사매거진 2580에 나온 노인 한 분에 의하면 타자기는 한창 유행할 때에는 사무실의 필수품중 하나였다. 상공회의소에서 주관하는 사무원자격증에도 타자 자격증이 있었다. 현재도 일부 작가나 마니아들에 의해 선호되고 있지만, 대다수의 문서작성자들은 사용하기 편리하고 기능도 다양한 워드프로세서를 선호한다. 2014년 현재 타자기를 생산하는 업체는 지구상에 거의 없지만 일부 생산하는 업체도 있다. 

## 역사
1714년 영국에서 최초의 특허가 있었으나 내용은 남아있지 않으며, 이후 19세기 중반까지는 주로 시각장애인을 위한 기계로 발전되었다. 최초의 타자기는 미국의 발명가 윌리엄 오스틴 버트(William Austin Burt)가 1829년 출시한 타이포그래퍼(typographer)였다. 최초의 실용화된 타자기는 1868년 크리스토퍼 숄스, 카를로스 그리덴과 사무엘 소울에 의해 발명되었다. 이후 레밍턴사에서 만든 제품이 일반화되었다. 웅진 싱크빅에서 펴낸 헬렌 켈러 위인전기(고정욱 지음)에 의하면 헬렌 켈러는 하버드 대학교에 부속된 레드 클리프 대학교에서 공부할 때에 점자타자기로 숙제를 해서 제출했다. 물론 헬렌 자신도 인정했듯이 부모가 부유하여 헬렌이 설리번 선생님을 모시고 특수교육을 받았으며, 대학교 교육을 받을 수 있는 환경이었기 때문이지, 헬렌이 노력으로써 장애를 '극복'한 것은 아니다.

## 타자기의 종류

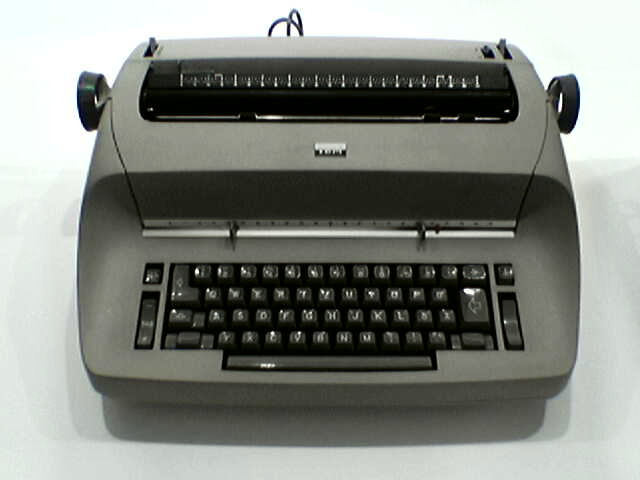
IBM에서 만든 셀렉트릭 전자식 타자기

타자기는 기계식, 전자기계식, 전자식으로 구분된다. 기계식 타자기는 수동 타자기로서 글자판을 누르면 활자판이 탄소리본을 때려서 글자를 찍는 타자기이다. 전자식 타자기는 글자 휠에 망치가 충격을 주어 글자가 찍히는 타자기이다. 220V의 전기를 사용하는 전자제품이며, 글자 지우기(수정테이프 사용), 문장 기억(메모리 사용), 글자 수정기능 등을 제공한다. 츨판사 이레에서 펴낸 '내 영혼의 닭고기 스프'에 실린 이야기에 따르면, 사고로 손이나 발을 다친 지체장애인들을 위한 타자기를 IBM에서 개발했다고 한다. 글을 쓴 사람은 지체장애인인데, 어릴 적에 트랙터 사고로 손을 다쳤다. 다행히 부모님이 강인한 분들이어서 좌절하거나 한숨을 쉬지 않고 따님을 학교에 보내셨고, 작가는 장애유형에 맞지 않는 체육수업을 받지 않는 대신 타자반 교사에게서 타자를 배웠다. 아이비엠에서 지체장애인들이 타자기를 쓸 수 있도록 손이나 발을 쓸 수 없는 지체장애에 맞춘 타자기를 개발하여 무료로 보내준 덕분이었다. 이후 작가는 고등학교 3년 동안 타자기로 숙제를 작성해서 교사에게 제출했다.

## 한글 타자기
한글 타자기의 시초로는 1914년 재미 교포 이원익이 미국에서 쓰이던 스미스 프리미어(Smith Premier) 7행식 타자기의 글쇠를 한글로 바꾼 한글 타자기가 꼽힌다. 1929년 경에는 송기주가 언더우드 포터블(Underwood Portable) 타자기를 개조하여 네벌식 세로쓰기 타자기를 개발했다.
1948년 2월 안과 의사였던 공병우는 송기주 등의 세로쓰기 타자기 대신 세벌식의 가로쓰기 타자기를 만들어 특허를 출원했다. 1953년, 장봉선이 기존의 Olympia typewriter를 토대로 세벌식 자판에 다섯벌식 메카니즘을 적용한 타자기를 개발했다. 한글 타자기는 한국전쟁에서 문서를 빠르게 만들고 교환할 필요가 있는 군, 특히 손원일의 주목을 받아 군대와 행정 영역에서 널리 쓰였다.

## 같이 보기
- 컴퓨터 자판
- 자모
- 글꼴